# (37921) 1998 FM109
1998 FM109 (asteroide 37921) é um asteroide da cintura principal. Possui uma excentricidade de 0.00703160 e uma inclinação de 4.48396º.
Este asteroide foi descoberto no dia 31 de março de 1998 por LINEAR em Socorro.